# Balkanorománské jazyky
Balkanorománské jazyky (balkánské románské jazyky) jsou podskupinou románských jazyků, kterými se mluví na Balkáně. Vyvinuly se z vulgární latiny. Patří sem rumunština, dalmatština a jazyky jim podobné.

## Dělení balkanorománských jazyků
†=mrtvý jazyk
- Balkanorumunské jazyky
  - Rumunština (Rumunsko)
    - Moldavština (Moldavsko)
    - Valašština (Srbsko)

  - Arumunština (Řecko, Albánie, Severní Makedonie, Bulharsko, Srbsko)
  - Istrorumunština (Chorvatsko)
  - Meglenorumunština (Řecko)
- Dalmatština†[1](Chorvatsko, Černá Hora)
  - Dalmatská vegliota† (varianta dalmatštiny z ostrova Krk)
  - Ragusanština† (varianta dalmatštiny z Dubrovníku)
- Panonská románština†

## Ukázka balkanorománských jazyků
| Latinsky                                     | Dalmatsky                                                 | Rumunsky                                                | Arumunsky                                                 | Istrorumunsky                                     |
| -------------------------------------------- | --------------------------------------------------------- | ------------------------------------------------------- | --------------------------------------------------------- | ------------------------------------------------- |
| Pater noster, qui es in caelis               | Tuota nuester, che te sante intel sil,                    | Tatăl nostru care ești în ceruri,                       | Tată a nostru care ești în țeru,                          | Ciace nostru car le ști en cer,                   |
| sanctificetur nomen tuum;                    | sait santificuot el naun to.                              | sființească-Se numele Tău.                              | s-aisească numa a Ta.                                     | neca se sveta nomelu teu.                         |
| Adveniat regnum tuum.                        | Vigna el raigno to.                                       | Vie Împărăția Ta.                                       | S-yină amiraliea a Ta.                                    | Neca venire craliestvo to.                        |
| Fiat voluntas tua sicut in caelo et in terra | Sait fuot la voluntuot toa, coisa in sil, coisa in tiara. | Facă-se voia Ta, precum în cer, așa și pe pământ.       | S-facă vrearea a Ta, ași cumu în țeru, ași și pisti locu. | Neca fie volia ta, cum en cer, așa și pre pemint. |
| Panem nostrum quotidianum da nobis hodie.    | Duote costa dai el pun nuester cotidiun.                  | Pâinea noastră cea de toate zilele dă-ne-o nouă astăzi. | Pânea a noastră ațea di tute dzâlele dă-nă o nau adzâ.    | Pera nostre saca zi de nam astez.                 |
| Et dimitte nobis debita nostra,              | E remetiaj le nuestre debete,                             | și ne iartă nouă păcatele noastre,                      | și nă li liartă amărtilili noastre                        | Odproste nam dutzan,                              |
| sicut et nos dimittimus debitoribus nostris. | coisa nojiltri remetiaime a i nuestri debetuar.           | precum și noi iertăm greșiților noștri.                 | ași cumu li liartămu și noi unu a altui.                  | ca și noi odprostim a lu nostri dutznici.         |
| Et ne nos inducas in temptationem;           | E naun ne menur in tentatiaun,                            | și nu ne duce pe noi în ispită,                         | și nu nă du pri noi la cârtire,                           | Neca nu na tu vezi en napastovanie,               |
| sed libera nos a malo.                       | miu deleberiajne dal mal.                                 | ci ne mântuiește de cel rău.                            | ma nă aveagli di ațelu arău.                              | neca na zbăvește de zvaca slabe.                  |

## Vliv dalších jazyků
Balkanorománské jazyky byly silně ovlivněny dalšími jazyky Balkánu:
- Všechny slovanskými jazyky (jihoslovanskými)
- Všechny kromě dalmatštiny a panonské románštiny byly silně ovlivněny řečtinou a turečtinou.

## Počet mluvčích
Balkanorománskými jazyky mluví přibližně:
- 23,5 miliónů Rumunů
- 500 000 Italů
- 300 000 Arumunů
- 40 000 Valachů